# William Jackson
William Jackson (Exeter, Devon, 29 de maig de 1730 - Exeter, 5 de juliol de 1803) fou un compositor anglès.
Fou deixeble de Travers, a Londres, i des de 1777 mestre de capella i organista de la catedral de la seva ciutat nadiua.
Compongué moltes òperes, entre elles, Lycidas, The Lord of the Mannor i The Methamorphosis; nombroses sonates per a piano, melodies, madrigals i música religiosa.
A més publicà les següents obres: 30 letterson various subjects (1782); Observations on the present State of music (1791), i The fou rages together with assays on various subjects (1798).